# Фредонія (Аризона)
Фредонія (англ. Fredonia) — місто (англ. town) в США, в окрузі Коконіно штату Аризона. Населення — 1323 особи (2020).

## Географія
Фредонія розташована за координатами 36°58′0″ пн. ш. 112°31′21″ зх. д. / 36.96667° пн. ш. 112.52250° зх. д. (36.966660, -112.522407). За даними Бюро перепису населення США в 2010 році місто мало площу 18,97 км², уся площа — суходіл. В 2017 році площа становила 22,10 км², уся площа — суходіл.

### Клімат
| Клімат : Фредонія                        | Клімат : Фредонія | Клімат : Фредонія | Клімат : Фредонія | Клімат : Фредонія | Клімат : Фредонія | Клімат : Фредонія | Клімат : Фредонія | Клімат : Фредонія | Клімат : Фредонія | Клімат : Фредонія | Клімат : Фредонія | Клімат : Фредонія | Клімат : Фредонія |
| Показник                                 | Січ.              | Лют.              | Бер.              | Квіт.             | Трав.             | Черв.             | Лип.              | Серп.             | Вер.              | Жовт.             | Лист.             | Груд.             | Рік               |
| Абсолютний максимум, °C                  | 25,6              | 22,2              | 28,3              | 30,0              | 35,6              | 41,7              | 43,3              | 40,0              | 37,2              | 35,6              | 25,6              | 21,1              | 43,3              |
| Середній максимум, °C                    | 7,9               | 10,9              | 15,4              | 20,3              | 25,2              | 30,7              | 34,3              | 32,6              | 29,0              | 22,3              | 14,7              | 8,8               | 21,0              |
| Середній мінімум, °C                     | −6,9              | −5,5              | −3,3              | −0,1              | 3,6               | 8,1               | 13,0              | 12,3              | 7,4               | 1,9               | −3,3              | −6,6              | 1,7               |
| Абсолютний мінімум, °C                   | −28,9             | −26,1             | −18,9             | −16,7             | −7,8              | −3,3              | 1,1               | 0,6               | −3,3              | −12,8             | −17,8             | −27,8             | −28,9             |
| Норма опадів, мм                         | 29                | 20                | 22                | 16                | 12                | 7                 | 19                | 31                | 23                | 23                | 20                | 25                | 247               |
| Днів з опадами                           | 5                 | 4                 | 4                 | 3                 | 3                 | 2                 | 4                 | 5                 | 3                 | 4                 | 3                 | 4                 | 44,0              |
| ---------------------------------------- | ----------------- | ----------------- | ----------------- | ----------------- | ----------------- | ----------------- | ----------------- | ----------------- | ----------------- | ----------------- | ----------------- | ----------------- | ----------------- |
| Джерело: Western Regional Climate Center |                   |                   |                   |                   |                   |                   |                   |                   |                   |                   |                   |                   |                   |

## Демографія
Згідно з переписом 2010 року, у місті мешкало 1314 осіб у 488 домогосподарствах у складі 335 родин. Густота населення становила 69 осіб/км². Було 578 помешкань (30/км²).
Расовий склад населення:
| - 89,1 % — білих - 7,7 % — корінних американців - 0,3 % — азіатів - 0,2 % — чорних або афроамериканців - 0,1 % — вихідців з тихоокеанських островів |

До двох чи більше рас належало 1,8 %. Частка іспаномовних становила 3,7 % від усіх жителів.
За віковим діапазоном населення розподілялося таким чином: 27,8 % — особи молодші 18 років, 57,4 % — особи у віці 18—64 років, 14,8 % — особи у віці 65 років та старші. Медіана віку мешканця становила 37,6 року. На 100 осіб жіночої статі у місті припадало 99,7 чоловіків; на 100 жінок у віці від 18 років та старших — 95,3 чоловіків також старших 18 років.
Середній дохід на одне домашнє господарство становив 45 842 долари США (медіана — 46 490), а середній дохід на одну сім'ю — 50 902 долари (медіана — 50 240). Медіана доходів становила 35 625 доларів для чоловіків та 28 676 доларів для жінок. За межею бідності перебувало 19,2 % осіб, у тому числі 16,0 % дітей у віці до 18 років та 4,9 % осіб у віці 65 років та старших.
Цивільне працевлаштоване населення становило 766 осіб. Основні галузі зайнятості: мистецтво, розваги та відпочинок — 24,0 %, роздрібна торгівля — 20,4 %, освіта, охорона здоров'я та соціальна допомога — 14,9 %, виробництво — 11,7 %.

## Історія
Фредонія почалася як бізнес-підприємство з п'яти чоловік, які вклали час, гроші й енергію, щоб побудувати греблю для створення сільськогосподарських угідь під зрошення. Фредонія була офіційно заснована в 1885 році. 1891 року місто розширилося до 24 родин. Практично всі ранні поселенці були досвідченими піонерами.